# IS-4
IS-4 전차는 극동 주둔 소련군에게 사용되다가 1960년에 퇴역했다. 또한 IS-4 중전차는 이오시프 스탈린 전차 계열 중 3번째로 채택돼야 했지만 동생격 전차인 IS-3가 먼저 채택되어 늦은 4번째로 채택되는 바람에 종전 후에 양산되었다.

## 개량형
- IS-4M
- ST-I

## 같이 보기
- 이오시프 스탈린 전차
- 소련의 전차 목록
- IS-3